# Accord de Winchester

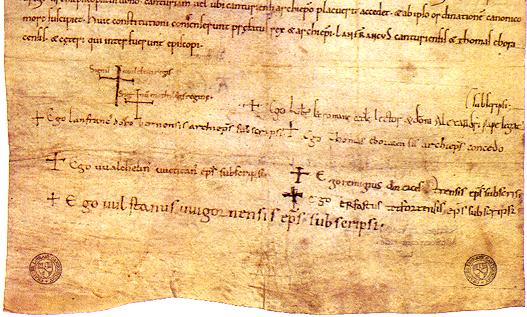
L'Accord de Winchester, signé entre autres par Guillaume le Conquérant, Mathilde de Flandre et Lanfranc.

L'accord de Winchester est un acte qui établit la primauté de l'archevêque de Cantorbéry sur l'archevêque d'York. L'affaire de la primatie qui oppose Thomas de Bayeux et Lanfranc est entendue par le roi Guillaume le Conquérant à la chapelle royale du château de Winchester à l'occasion de Pâques (8 avril 1072), puis ratifié à Windsor à la Pentecôte, le 27 mai, en faveur de Lanfranc.

## Sources
- (en) Cet article est partiellement ou en totalité issu de l’article de Wikipédia en anglais intitulé « Accord of Winchester » (voir la liste des auteurs).